# Ptinus circassicus
Ptinus circassicus là một loài bọ cánh cứng trong họ Ptinidae. Loài này được Pic miêu tả khoa học năm 1900.